# 오스트리아-헝가리
오스트리아-헝가리(독일어: Österreich-Ungarn 외스터라이히-웅가른[*], 헝가리어: Ausztria–Magyarország 어우스트리어-머저로르사그[*])는 1867년에서 1918년 사이 유럽에 존재했던 군주국이다. 1867년 대타협으로 형성되었고, 제1차 세계대전에서 패전한 후 여러 조약으로 인해 여러 국가로 분열되어 소멸하였다.
오스트리아-헝가리 군주국은 오스트리아 제국의 서부 및 북부 지역인 시스라이타니아(라이타강 안쪽)와 헝가리 왕국이 제도적으로 분리된 트란스라이타니아(라이타강 너머) 및 이들의 공동통치령인 보스니아-헤르체고비나 공동통치령으로 구성되어 있었으며 동군연합으로 이루어진 이중군주제 국가였다. 한편 1868년 타협으로 헝가리 왕국의 자치령으로 인정받은 크로아티아-슬라보니아 왕국을 제3의 연합구성체로 보기도 한다. 오스트리아(시스라이타니아)와 헝가리(트란스라이타니아)는 1908년 합병한 보스니아를 공동으로 통치했다.
군주는 합스부르크가에서 배출되었으며, 오스트리아-헝가리의 역사 자체가 합스부르크 군주정의 마지막 단계이자 입헌적 전환기에 해당한다. 1897년 개혁으로 오스트리아와 헝가리는 동등한 권력을 가지게 되었고, 외교・군사・재무 정책은 통일되었으나 다른 모든 정책 및 정부 부처는 분리되어 있었다.
오스트리아-헝가리는 독일인, 헝가리인, 크로아트인을 비롯한 다수의 민족으로 구성된 다민족 국가였고, 존속 기간 동안 유럽의 주요 강대국 중 하나였다. 국가의 면적은 621,538 제곱킬로미터로 당대 유럽에서 러시아 제국 다음으로 컸으며, 인구도 러시아와 독일 제국 다음인 세 번째로 많았다. 경제 면에서는 미국, 독일, 영국에 이어 세계 4위의 기계공학 대국이었고, 미국과 독일에 이어 세계 3위의 가전제품・전기공학・발전기 제조 및 수출국이었다.
국체의 존립 근거가 되는 1867년의 대타협은 헝가리인 유권자의 지지를 받은 적이 단 한 번도 없었고, 따라서 헝가리인들은 대타협 유지파 정당에게 표를 주지 않았다. 그러므로 오스트리아와 헝가리의 대타협, 나아가 대타협에 기저한 오스트리아-헝가리의 존재 자체가 트란스라이타니아의 비(非)헝가리인 소수민족이 대타협 유지파인 자유당에 몰표를 던져주어 간신히 유지된 것이었다.
1878년 보스니아와 헤르체고비나가 오스트리아-헝가리에 점령된 이후, 1908년 완전히 직할령으로 합병된 것은 여러 강대국 사이에 보스니아 위기를 촉발시켰다. 또한 보스니아 합병을 기하여 이슬람교가 오스트리아-헝가리의 국교로 인정되었다.
1914년 7월 28일, 오스트리아-헝가리가 세르비아 왕국에 선전포고하여 제1차 세계 대전이 시작되었고, 오스트리아-헝가리는 1차 대전의 동맹국의 일원으로 참전하였다. 1918년, 동맹국의 패색이 짙어지며 전쟁이 막바지에 달하자 10월 18일 서우크라이나 인민공화국을 시작으로 25일 체코슬로바키아, 29일 슬로벤인 크로아트인 세르브인국, 30일 바나트 공화국, 31일 헝가리 제1공화국이 독립하며 제국은 사실상의 해체에 이르렀다. 이후 1919년 9월 10일 조인된 생제르맹 조약으로 오스트리아-헝가리 군주국은 공식적으로 해체가 결정되었고 헝가리 왕국과 오스트리아 제1공화국이 오스트리아-헝가리를 계승한 국가로 인정받았고, 오스트리아-헝가리의 지배하에 있던 서슬라브족과 남슬라브족들은 독립하여 체코슬로바키아 제1공화국, 폴란드 제2공화국, 유고슬라비아 왕국을 세웠다. 한편 옛 트란스라이타니아의 루마니아인 거주지역에 대한 루마니아 왕국의 영유권 주장은 1920년 다른 승전국들에게 인정받았다.

## 형성
오스트리아 제국은 19세기 말엽에 들어서며 위기를 겪기 시작하였다. 1848년 혁명의 영향력은 이탈리아 반도에까지 다다랐고, 19세기 초부터 제기되었던 통일 이탈리아를 이루고자 하는 리소르지멘토 운동과 결부되어 이탈리아 반도 내에서 혁명의 씨앗이 자라났다. 결국 이는 1859년 4월, 롬바르디아 지역의 시민들이 사르데냐 왕국군으로 복무하려 시도한 사건을 계기로 촉발된 사르데냐-프랑스 연합과 오스트리아 제국 간의 전쟁으로 그 싹을 틔웠다(제2차 이탈리아 독립 전쟁).
이 전쟁에서의 솔페리노 전투로 오스트리아 제국군은 패퇴하여 베네치아 지역(현 베네토주)의 4각 지대의 요새까지 밀려나게 된다. 그런데 나폴레옹 3세는 승기를 잡고 있던 상황에서 갑자기 그 태도를 돌변하여 7월 11일 빌라프란카에서 프란츠 요제프 1세와 직접 대면하여 휴전 조약을 맺는다(빌라프랑카 휴전). 5월 발생한 토스카나 대공국, 파르마 공국, 모데나 공국에서의 혁명으로 더욱이 승리를 자신하고 있던 사르데냐의 지도자들은 당황할 수밖에 없었다. 사르데냐 왕국과의 합의 없이 맺어진 빌라프란카 휴전 조약은 11월 취리히 조약으로 확정되게 된다. 사르데냐 왕국의 재상 카밀로 카보우르는 이 조약에 격분하여 사임하였다.
나폴레옹 3세의 태도가 급변한 원인은 카밀로 카보우르가 5월 이탈리아 각지에서 일어난 혁명의 배후로 있다는 사실이 그의 불안을 키운 데에 있었다. 자칫 이탈리아 반도가 프랑스의 영향에서 벗어나 걷잡을 수 없는 형국이 될 가능성이 높았다. 또한 오스트리아가 전투에서 패퇴를 거듭하게 되자 테셴 공작 알브레흐트가 4월 베를린에서 프로이센 측에 프랑스의 로렌 지방을 공격하여 추가로 전선을 만들자는 제안을 한 것 역시 프랑스에게 부담이 되었다. 하여 나폴레옹 3세는 빌라프랑카 조약을 체결하게 된 것이다.
이후 취리히 조약에 의거, 롬바르디아 지역은 사르데냐 왕국에 병합된다. 또한 그해 가을에는 이탈리아 반도 내에 존재하였던 합스부르크로트링겐가 및 분가인 합스부르크에스테가의 통치를 받던 토스카나 대공국, 파르마 피아첸차 공국, 모데나 레조 공국과 교황령에서 구(旧)지배자들의 축출 및 사르데냐 왕국으로의 합병 결의가 일어났다. 그러나 사르데냐는 유럽 열강의 개입 우려로 적극적인 행동에 나서지 못하였다. 그러던 1860년 1월 카보우르가 재상직에 복귀하였고 3월에는 국민투표를 통해 교황령을 제외한 토스카나 대공국, 파르마, 모데나 공국을 사르데냐 왕국이 병합하게 된다.
한편, 제1차 이탈리아 독립전쟁 이후 독일권에서는 1815년 빈 회의로 형성된 독일 연방 자체에 대한 논란이 재점화된다. 독일 연방의 군사, 상호원조, 오스트리아 제국 소유의 비(非)독일 지역에 대한 독일 연방의 책임 문제가 대두되었으며 독일 내부의 여론이 두 개로 갈라지게 된다.
북독일의 자유주의자들은 오스트리아 제국에 대한 반감을 품었고 프로이센 왕국 주도의 통일을 주창하였다. 반면 남독일의 자유주의자들은 오스트리아 제국이 주도하는 대독일의 통일을 주창하였다. 입장의 차이는 있을지언정, 독일에서 통일에 대한 열망은 높아져만 갔던 것이다. 그러던 1862년 9월 22일, 프로이센의 국왕 빌헬름 1세와 의회 간의 군사 개혁에 관한 대립 해결을 위하여 오토 폰 비스마르크가 프로이센의 재상에 취임하였다. 그는 29일 의회에 출석하여 재정위원회에서 군사개혁의 필요성과 헌정분쟁의 해결을 역설하며 철혈 정책을 천명하였다. 비스마르크는 이 두 문제를 해결하는 과정에서 "독일 문제"에 직면하게 되었다. 프로이센의 헌정분쟁과 독일 연방의 구성 문제는 불가분의 관계이며 오스트리아와의 전면전을 통해서만 그 해결이 가능하였던 것이다.
그러던 비스마르크에게 기회가 찾아오게 되었다. 엘베 공국으로 불리던 슐레스비히 공국과 홀슈타인 공국에서 문제가 발생하게 된 것이다. 양 공국의 공위는 중세 이래로 덴마크 국왕이 겸임하고 있었는데, 빈 회의에 따라 독일 연방이 재편되면서 홀슈타인 공국이 독일 연방으로 편입되었다. 슐레스비히 공국의 아이더 강 이북에서는 덴마크인이 주된 민족이었으나 이남에서는 독일인이 주된 민족이었으며, 홀슈타인은 독일인으로만 구성되었다. 이처럼 이중적이며 불안한 위치에 있던 두 공국은 1848년 2월 전 유럽에서 일어났던 혁명을 틈탄 덴마크 왕국의 프레데리크 7세에 의해 덴마크로의 완전한 병합의 위기를 맞이하게 된 것이다. 프로이센의 지원 하에 양 공국은 병합에 저항하였고 1852년 5월 맺어진 런던 조약으로 분쟁은 일단락되는 듯했다. 허나 1852년 11월 프레데리크 7세가 사망하고 즉위한 크리스티안 9세는 다시 한번 양 공국의 합병을 추진하였다. 오스트리아와 프로이센 양국은 이에 공국들의 문제는 자신들이 합의하에 처리할 예정이니 덴마크에 합병을 철회하라는 최후통첩을 보냈으나, 덴마크가 거절하며 1864년 2월 1일 덴마크와의 전쟁이 발발하였다.

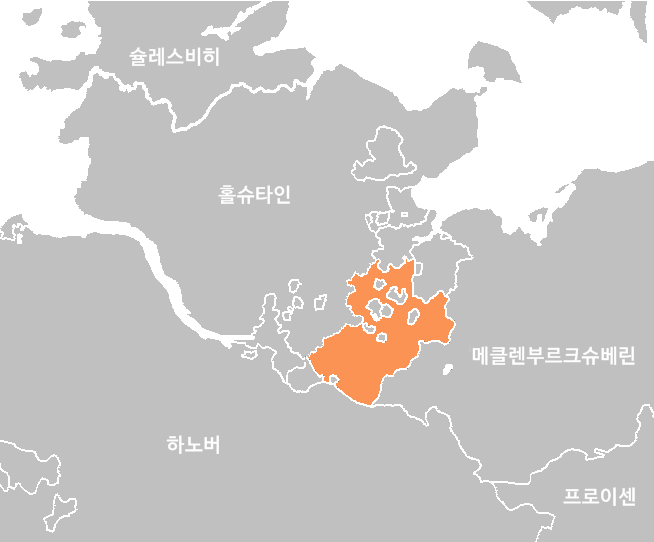
1848년 기준 슐레스비히 공국, 홀슈타인 공국, 라우엔부르크 공국의 위치. 라우엔부르크 공국은 지도상에 주황색으로 표시됨.

영국과 프랑스가 합의에 나섰지만, 덴마크가 공국의 분할에 끝까지 반대하여 협상은 실패하였고, 결국 10월 빈 조약이 체결되어 두 공국은 오스트리아와 프로이센에 넘겨졌다. 이후 가슈타인 협정에 따라 슐레스비히 공국은 프로이센이, 홀슈타인 공국은 오스트리아가 차지하게 된다. 또한 홀슈타인 남부의 라우엔부르크 공국은 프로이센령이 되었다. 이로 인하여 프로이센의 월경지가 오스트리아 내부에 존재하게 되는 문제가 생겨났으며 프로이센이 주도하는 북독일에 한정한 독일 통일에도 오스트리아가 걸림돌이 되어버렸다.
결국 북독일만의 통일에서도 오스트리아가 방해물로 작용하자 프로이센-오스트리아 전쟁이 일어나게 되었고, 프로이센은 오스트리아 제국을 7주만에 압도하여 전쟁을 빠른 시일 내로 종결시켰다. 프로이센은 전쟁의 승리로 하노버 왕국, 헤센 선제후국, 슐레스비히 공국, 홀슈타인 공국, 프랑크푸르트 자유시를 합병하였으며 합스부르크가는 이 전쟁에서의 패배로 독일 연방의 맹주 자리를 프로이센 왕국에게 넘겨주게 된다. 더불어, 이탈리아에는 롬바르디아-베네치아 왕국을 할양하였다. 오스트리아 제국은 독일어권에서의 주도적 위치를 프로이센 왕국이 차지하는 것을 바라볼 수 밖에 없었다. 연이은 영토 및 영향력 상실과 더불어 제국 내에서 오스트리아는 자신들이 제국 내에서 발휘하던 영향력과 권위의 실추를 경험할 수 밖에 없었다. 이러한 시대적 배경 하에 대타협이 체결되었다.
상술된 시대적 배경 외에도 합스부르크가의 통치로 인한 헝가리인들의 불만, 그리고 오스트리아 제국 내에서의 국민주의자와 민족주의자의 득세가 대타협의 또다른 체결 원인으로 꼽힌다. 이 중 헝가리인들의 합스부르크가의 통치에 대한 불만은 점차적으로 고조되어 1848년에서 1849년까지 전개된 헝가리 혁명으로 폭발하였고 오스트리아 당국은 이를 무력으로 탄압하였다. 헝가리 혁명은 오스트리아 당국의 진압으로 무위로 돌아갔으나, 오스트리아 당국으로 하여금 헝가리인들에 대한 통치 방식 변화의 필요성을 절감하게 만들었다. 합스부르크가는 더 이상의 강경책으로는 제국의 유지가 불가능하다고 판단, 제국 내에서 오스트리아인 다음으로 그 수가 많았던 헝가리인들과의 대타협을 체결하였다. 그 결과 오스트리아 제국은 오스트리아-헝가리 제국으로 재편되었으며, 헝가리 왕국은 1848년 헝가리 혁명 이후 상실하였던 자치권을 회복하였다.
1850년대 후반, 헝가리 혁명을 지지하였던 대다수의 헝가리인들은 합스부르크가의 지배를 받아들이는 대신 1713년 국사조칙 및 헝가리에서 개별적으로 통과된 1723년 국사조칙에서 정해진대로 헝가리 왕국이 입헌 체제 하에서 자치권을 가지고 있는 한, 외교 및 국방을 오스트리아와 헝가리 양국이 공동으로 수행해야 한다고 주장하였다.
보오전쟁에서의 쾨니히그레츠 전투 참패 이후, 오스트리아 제국 정부는 헝가리와 제국의 통치를 양분해야 한다는 사실을 체념하고 받아들였다. 새롭게 취임한 외무부 장관 프리드리히 페르디난트 폰 보이스트는 교착상태에 빠져버린 헝가리인들과의 협상을 종결하고자 하였고, 이에 합스부르크 제국을 보호하기 위하여 프란츠 요제프 1세 황제는 데악 페렌츠를 필두로 하는 헝가리 귀족들과의 협상에 들어갔다. 1867년 3월 20일, 헝기리 대신의회는 제국을 재편하기 위한 새로운 입법안을 3월 30일까지 통과시키기 위하여 의논에 착수하였다. 논의 도중 헝가리 귀족들은 6월 8일, 제국 재편을 위한 새로운 입법안이 헝가리 의회에서 통과되기 위해서는 황제 프란츠 요제프 1세가 성 이슈트반 왕관령(헝가리)의 국왕으로써 즉위해야 한다고 통보하였다. 이에 7월 28일 프란츠 요제프 1세 황제는 헝가리의 국왕으로 즉위식을 가졌고, 동시에 공식적으로 이중제국을 탄생시킬 새로운 법률을 승인하고 공표하였다.

## 국명
국명은 짧게는 오스트리아-헝가리 군주국(독일어: Österreichisch-Ungarische Monarchie 외스터라이히쉬-웅가리쉬 모나르히[*], 헝가리어: Osztrák–Magyar Monarchia 오스트라크-머저르 모너르히어[*])이었고, 외교적인 명칭으로 오스트리아-헝가리 역시 통용되었다 (독일어: Österreich-Ungarn 외스터라이히-웅가른[*], 헝가리어: Ausztria-Magyarország).
오스트리아-헝가리 군주국의 정식 국명은 제국회의에 대표된 왕국들과 영토 및 신성 헝가리의 성 이슈트반 왕관령이었다.
- 독일어: Die im Reichsrat vertretenen Königreiche und Länder und die Länder der heiligen ungarischen Stephanskrone

- 헝가리어: A Birodalmi Tanácsban képviselt királyságok és országok és a Magyar Szent Korona országai

1867년 이후 오스트리아-헝가리 군주국에서 사용된 여러 약어는 각 기관 및 단체의 소속을 반영하였다.
- k.u.k (Kaiserlich und Königlich, 제국 및 왕국 혹은 제왕)는 오스트리아와 헝가리 양국에 공통적으로 작용하는 기관에서 사용된 용어이다. k.u.k Kriegsmarine (제왕해군) 및 k.u.k Armee (제왕육군) 등의 명칭으로 사용되었다.
- k.k (kaiserlich-königlich, 제국-왕국)는 오스트리아(시스라이타니아)의 기관에 사용된 용어이다. 여기서 königlich는 보헤미아 왕관령을 의미한다.
- k.u. (königlich-ungarisch) 혹은 m.k. (Magyar királyi)는 헝가리(트란스라이타니아)를 의미하였으며 k. (kraljevski, 왕국)는 크로아티아-슬라보니아 왕국의 자치 기관에서 사용된 용어이다.

1868년, 프란츠 요제프 1세의 칙령으로 오스트리아-헝가리 군주국이 외교상 공식 명칭으로 정해지게 되었으며 당대에는 이중제국 및 단순히 오스트리아로써도 자주 불렸다.
다음은 오스트리아-헝가리 군주국에서 통용되었던 언어들로 오스트리아-헝가리 군주국을 표기한 목록이다.
- 독일어: Österreich-Ungarn Monarchie 외스터라이히-웅가른 모나르히[*]
- 헝가리어: Osztrák-Magyar Monarchia 오스트라크-머저르 모너르히어[*]
- 폴란드어: monarchia austro-węgierska 모나르히아 아우스트로-벵기에르스카[*]
- 이탈리아어: Impero austro-ungarico 임페로 아우스트로-웅가리코[*]
- 체코어: Rakousko-uherská monarchie 라코우스코-우헤르스코 모나르히에[*]
- 슬로바키아어: Rakúsko-uhorská monarchia 라쿠스코-우호르스카 모나르히아
- 슬로베니아어: Avstro-Ogrsko cesarstvo 아우스트로-오그르스코 체사르스트워
- 크로아티아어: Austro-Ugarska Monarhija 아우스트로-우가르스카 모나르히야
- 세르비아어: Аустроугарска монархија 아우스트로가르스카 모나르히야
- 우크라이나어: Австро-уго́рська імпе́рія 아우스트로-우호르스카 임페리야[*]
- 루마니아어: Monarhia Austro-Ungară 모나르히아 아우스트로-웅가러[*]

## 구조

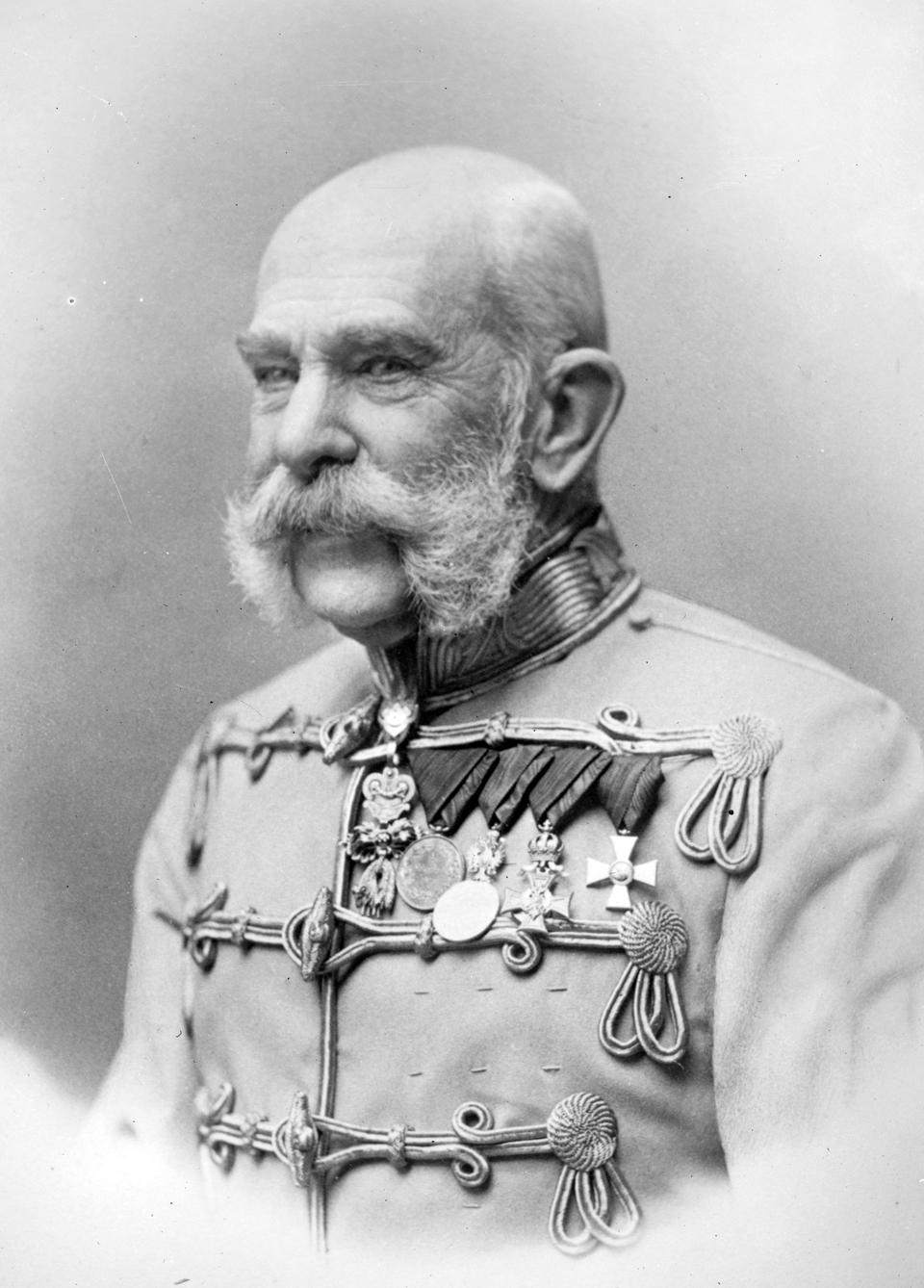
1905년 촬영된 프란츠 요제프 1세 황제의 모습

1867년의 대타협이 맺어짐으로써 합스부르크 군주국은 오스트리아 제국("제국 의회에 대표된 영토들", 시스라이타니아)과 헝가리 왕국("성 이슈트반 왕관령", 트란스라이타니아) 양국간의 연방국으로 변모하였다. 오스트리아와 헝가리는 동일한 군주를 각각 오스트리아 제국의 황제와 헝가리 왕국의 국왕으로서 섬겼다. 외교와 국방에 관한 사무는 양국간의 협의를 통해서 이루어졌고, 양국은 관세 동맹을 맺었다.
시스라이타니아 내에 존재하던 갈리치아-로도메리아 왕국과 트란스라이타니아 내에 존재하던 크로아티아와 같은 지역들은 자치 지구로써 지역민들에 의한 자율적 통치가 가능하였고, 개별적이며 독특한 정부 형태를 가지고 있었다. (갈리치아-로도메리아 왕국 문서와, 크로아티아-헝가리 타협 문서 참조.)
시스라이타니아와 트란스라이타니아간의 여러 차이점으로 인해 오스트리아와 헝가리 양국은 각각의 시민권및 여권을 개별적으로 발급하였다. 특이할 만한 사항으로, 오스트리아-헝가리는 크로아티아-슬라보니아 왕국에서는 크로아티아-슬라보니아 왕국의 자체적인 여권을 발급했고, 여권은 크로아트어 및 프랑스어로 작성되었으며, 크로아티아-슬라보니아 왕국과 달마티아 왕국의 국장이 그려져 있었다. 크로아티아-슬라보니아 왕국은 전술하였듯 자율적 통치가 가능하였고 이에 말미암아 왕국은 귀화 및 시민권에 관한 행정적 자치권을 가지고 있었다. 또한 보스니아 헤르체고비나 공동통치령에서 어떤 여권을 사용했는지는 알려진 바가 없다.
헝가리 왕국은 1804년 오스트리아 제국이 탄생한 이후에도 계속하여 별도의 의회를 유지했다. 헝가리 왕국의 행정부와 정부는 1848년 헝가리 혁명 전까지 대부분 오스트리아 제국의 중앙정부 조직으로부터 크게 간섭받지 않고 그대로 남아 있었다. 즉 오스트리아와는 완전히 별개의 형태를 가진 정부 구조를 형성하였다. 헝가리의 통치는 헝가리 대신의회에서 이루어졌으며 재정은 헝가리 왕립 의회 재상부에 의해 이루어졌다. 그러나, 헝가리 정부와 헝가리 의회는 1848년 헝가리 혁명 이후 그 기능이 중단되었고, 1867년의 대타협 이후에 이르러서야 회복되었다.
오스트리아 제국과 헝가리 왕국이 동일 통화를 사용했음에도 불구하고, 오스트리아 제국과 헝가리 왕국은 국가 재정을 각자 독립적으로 운용하였다. 1527년 오스트리아와의 동군연합이 시작된 이후로도 헝가리 왕국의 정부는 계속 오스트리아 정부와는 분리되어 존재하였고, 그 결과 재정적인 독립성과 자율성을 보존할 수 있었다. 그러나 1848년 헝가리 혁명 이후, 헝가리 정부의 예산은 오스트리아 정부의 예산과 통합되어 운용되었다. 이후 1867년 대타협에 이르러서야 헝가리 정부는 이전과 같은 독립적 예산을 확보할 수 있었다. 1527년부터 1851년까지 헝가리 왕국은 합스부르크 군주국의 다른 지역과는 다르게 독자적인 세관을 운용 및 통제하였다. 대타협 이후 오스트리아와 헝가리는 관세 협정을 맺었고, 10년 주기의 재협상을 통하여 이 협정은 지속되었다. 또한 외교적 측면에서 오스트리아 제국과 헝가리 왕국은 상호독립적으로 외국과의 통상조약을 체결했다.
빈은 이중제국의 사실상의 수도였다. 시스라이타니아는 전체 인구의 약 57%을 차지하였고 트란스라이타니아에 비해 자의 비중이 더 컸다.

## 정부
오스트리아 헝가리 제국의 정부는 크게 3부로 나눌 수 있다:
- 공동 외교, 국방, 재무부(외교, 육·해군, 보스니아-헤르체고비나 공동통치령의 재정만 담당)
- 오스트리아 (시스라이타니아) 정부 (제국의회에 대표된 영토들)
- 헝가리 (트란스라이타니아) 정부 (성 이슈트반 왕관령)

### 공동 부처
공동사무내각 (독일어: Ministerrat für Gemeinsame Angelegenheiten 미니슈테라트 퓔 게마인자메 앙겔레겐하이텐[*])이 이끄는 공동 부처는 오스트리아-헝가리 군주국의 육군 및 해군인 제왕육군과 제왕전쟁해군의 통수권을 가졌으며, 외교 및 관세에 대한 권한도 있었다. 공동 정부는 3개의 제왕(帝王, k.u.k) 합동 부처로 구성되었으며 그 구성은 다음과 같다.
- 제국 및 왕국(k.u.k) 내무 및 외교부
- 제국 및 왕국(k.u.k) 전쟁부

- 제국 및 왕국(k.u.k) 재무부

공동사무내각의 회의의 의장은 황제가 직접 행차하여 회의의 의사진행을 하지 않는 이상 k.u.k 내무 및 외교부의 장관이 맡아서 하였고, 그렇기에 내무 및 외교부 장관이 사실상 이중제국의 총리로써 기능하였다. 회의에는 k.u.k 전쟁부의 참모총장이 보통 참석하였는데, 참모총장에게 의결권은 부재하였지만 참모총장 휘하에 k.u.k 정보부가 존재하였기에 참석하였다. 또한 부처의 장관 및 고관 역시 회의에 참여할 수 는 있었으니 참모총장과 마찬가지로 의결권은 부재하였다. 공동사무내각 외에도 오스트리아와 헝가리 의회는 각각 60명의 의원들로 구성된 대표단을 선출했고, 이들은 별도로 투표를 통해 공동사무내각의 지출에 대해 찬반을 결정하는 방식으로 공동 부처에 영향력을 행사하였다. 그러나 황제의 재가를 통해 외교 및 군사 정책이 결정되었기 때문에 장관들은 최종적으로 황제를 알현하여야 했다.
오스트리아-헝가리의 공동 부처와 각국의 부처 간의 중첩되는 업무로 인하여 마찰과 비효율성이 초래되었다. 특히 제왕육군과 제왕 전쟁해군이 부처의 중첩으로 인하여 어려움을 겪었다. 비록 제왕(帝王) 전쟁부가 전체적인 군사적 방향과 큰 틀을 결정했지만 모병과 보급 및 훈련을 담당한 것은 각 정부였기에 문제가 야기된 것이다.
1867년 이후 약 반세기 동안 오스트리아와 헝가리 사이에는 관세 협정과 공통 예산에 대한 분할율로 반복적인 논쟁이 일어났다. 이러한 문제는 1867년 대타협에 의해 발생한 것인데, 대타협으로 공통 예산 중 70%는 오스트리아 정부에, 30%는 헝가리 정부에 할당되었고 이렇게 정해진 예산 분할안은 10년마다 재협상을 통하여 그 분할 비율이 갱신되었다. 이러한 주기적 재협상 구조는 매 협상 때마다 정치적 혼란을 빚어냈다. 결국 이러한 논쟁은 장기화된 구조적 위기로 1900년대 초 절정에 달했다. 제왕육군 및 해군에서의 지휘 체계 언어 결정에 대한 이견으로 구조적인 위기가 촉발되었고, 1906년 4월 부다페스트에서 헝가리 민족주의 연정이 집권하게 되면서 문제의 골은 더욱 깊어졌다. 결국 지휘 체계 언어가 독일어로 결정되며 문제는 일단락되었다. 이와 별개로 1907년 헝가리 정부의 예산 비중은 36.4%까지 상승하게 된다. 재협상은 1907년 10월에 있었고 1917년 11월에 예정되어 있었으나, 1917년의 협상은 이중제국이 1차 대전에서 패전하여 해체되면서 일어날 수 없었다.

## 행정 구역
오스트리아 제국이 지배하였던 부분을 시스라이타니아(독일어: Cisleithanien 치스라이타니엔[*]) 라고 부르는데 이것은 시스라이타니아 지역의 대부분이 라이타강(독일어: Leitha 라이타[*], 헝가리어: Lajta 러이터[*]) 안쪽(동쪽)에 있었기 때문이다.
이 지역은 오스트리아 본토 외에도 여러 영토로 구성되었는데, 1915년 이전에는 시스라이타니아 지역을 부르는 공식 명칭이 없었으나, 1915년 이후로는 제국 회의에 대표된 왕국들과 영토들이란 공식 명칭을 사용되었다. 제국 회의(독일어: Reichsrat 라이히스라트[*])는 시스라이타니아의 의회 역할을 하였다.
오스트리아 제국이 지배하였던 부분 외에 헝가리 왕국이 지배하였던 영토를 트란스라이타니아(독일어: Transleithanien 트란스라이타니엔[*])라고 부르는데 트란스라이타니아도 헝가리 왕국 외의 영토들이 많았고 공식적으로는 ‘신성 헝가리의 성 이슈트반 왕관령’이라 불렸다. 여기서 성 이슈트반은 헝가리 왕국의 첫 기독교도 왕이자 성인으로 추대받은 성 이슈트반 대왕(헝가리어: Szent István király 센트 이슈트반 키라이[*])을 말한다.

### 행정구역도 및 구성국 목록

오스트리아-헝가리의 구성국

| 번호 | 국가                       | 수도         |
| ---- | -------------------------- | ------------ |
| 1    | 보헤미아 왕국              | 프라하       |
| 2    | 부코비나 공국              | 체르니우치   |
| 3    | 케른텐 공국                | 클라겐푸르트 |
| 4    | 크라인 공국                | 류블라냐     |
| 5    | 달마티아 왕국              | 자다르       |
| 6    | 갈리치아-로도메리아 왕국   | 리비우       |
| 6-1  | 크라쿠프 대공국            | 크라쿠프     |
| 7    | 오스트리아 연안 지대       | 트리에스테   |
| 7-1  | 고리치아-그라디스카 후백국 | 고리치아     |
| 7-2  | 트리에스테 제국직할시      | 트리에스테   |
| 7-3  | 이스트리아 변경백국        | 포레치       |
| 8    | 하오스트리아 대공국        | 빈           |
| 9    | 모라바 변경백국            | 브르노       |
| 10   | 잘츠부르크 공국            | 잘츠부르크   |
| 11   | 상실레시아-하실레시아 공국 | 오파바       |
| 12   | 슈타이어마르크 공국        | 그라츠       |
| 13   | 티롤 후백국                | 인스부르크   |
| 14   | 상오스트리아 대공국        | 린츠         |
| 15   | 포어아를베르크 주          | 브레겐츠     |

| 번호 | 국가                             | 수도       |
| ---- | -------------------------------- | ---------- |
| 16   | 헝가리 왕국                      | 부다페스트 |
| 17   | 크로아티아-슬라보니아 왕국       | 자그레브   |
| 18   | 보스니아 헤르체고비나 공동통치령 | 사라예보   |

## 역대 카이저[16]
1867년 전부터는 오스트리아 제국의 카이저
- 1848년 - 1916년 프란츠 요제프 1세 (1830-1916)
- 1916년 - 1918년 카를 1세 (1887-1922)

## 군사
오스트리아-헝가리 군대는 근대화에 반대하는 테첸의 공작인 알브레흐트 대공(1817–1895)의 지휘를 받았다. 오스트리아-헝가리의 군사 체제는 양국에서 모두 유사했으며, 1868년 이후 시민들의 무기 보유의 보편적, 개인적 의무의 원칙에 따라 이어졌다. 그 군대는 오스트리아 란트베어와 헝가리 혼베드와 같은 특수 부대와, 별도의 국가 기관으로 구성된 연합군, 그리고 국민군으로 구성되어 있었다. 전술한 바와 같이, 공통군은 합동군사부 장관 직속이었고, 특수군은 각 국방부 직속이었다. 육군의 연간 모집인수는 오스트리아와 헝가리의 의회가 의결한 군사 법안에 의해 결정되었고, 전체 인구 조사에 따르면 일반적으로 인구를 기준으로 결정되었다. 1905년에는 103,100명에 달했고, 오스트리아는 59,211명을, 헝가리는 43,889명을 징병하였다. 그 외에 오스트리아 란트베어에는 연간 10,000명이, 헝가리 혼베드에는 12,500명이 배치되었다. 복무 기간은 2년(기병 3년), 예비군이 7년 또는 8년, 란트베어가 2년이었다. 현역 군대에 징집되지 않은 병사들의 경우, 같은 기간 동안 다양한 특별 예비군에서 복무했다.
공통의 전쟁부 장관은 오스트리아 란트베어와 헝가리 혼베드를 제외한 모든 군정의 수반으로서, 두 국가의 국방부에 헌정되었다. 그러나 군대의 최고 지휘권은 명목상 전군에 대한 모든 조치를 취할 수 있는 권력을 가진 군주에게 주어졌다. 실제로 황제의 조카인 알브레흐트 대공은 그의 수석 군사 고문이었고 정책 결정을 내렸다.
오스트리아-헝가리 해군은 주로 해안 방어군이었으며, 다뉴브강의 정찰 소함대도 포함되어 있었고, 전쟁부 해군성에 의해 관리되었다.
징병제를 채택하여, 남자들은 병역의 의무를 수행해야 했다.
제1차 세계 대전 기간 동안 병력의 90%가 손실을 입었으며(이 중 대부분이 포로), 이는 참전국 중 가장 많은 수치이다. 120만 명이 전사하였고, 360만 명이 부상을 당했다

## 문화
오스트리아는 19세기까지 신성 로마 제국의 제위를 독점하며 오랜 세월 동안 독일어권 문화의 중심지였으나, 오토 폰 비스마르크가 소독일주의에 따라 오스트리아를 배제하고 독일 제국을 수립함에 따라 독일어권 문화의 중심지 자리를 독일 제국에게 내줬다.
뿐만 아니라, 오스트리아-헝가리가 완전히 해체되어 여러 나라로 분열됨에 따라 제국의 문화적 유산 역시 국경에 따라 흩어지게 되었다. 기존에 '오스트리아-헝가리 문화'라는 이름으로 묶여 있던 것들이 각국의 독립된 문화로 분리되어 나갔다.
이러한 이유로 오스트리아-헝가리의 문화는 영국, 프랑스, 독일 등에 비해 상대적으로 축소 평가되어 있다.
그러나 오스트리아-헝가리는 19세기 당시 유럽의 주요 국가이자 열강으로서 1867년 ~1918년 존속하면서 수많은 문화적 유산을 남겼다.

### 철학
이 시기에 활동했던 오스트리아-헝가리 출신 사상가 중 가장 대표적인 사람은 지그문트 프로이트와 비트겐슈타인이다. 프로이트는 정신분석학을 창시함으로써, 비트겐슈타인은 논리 철학을 발전시킴으로써 후대 사상에 큰 영향을 미쳤다. 에드문트 후설도 오스트리아 출신이며, 신칸트학파에 대항하여 독일-오스트리아 학파를 세운 프란츠 브렌타노도 오스트리아 사람이다.

### 경제학
오스트리아 학파를 세운 카를 멩거, 오이겐 폰 뵘바베르크, 프리드리히 폰 비저가 활동했다.

### 건축학
건축가 오토 바그너가 대표적이다. 그는 유럽 근대 건축의 새로운 분야를 개척하였다.

### 음악
작곡가 구스타프 말러가 활동하였다.

### 미술
'입맞춤' 등이 대표작인 화가 구스타프 클림트가 이 나라 출신으로서, 빈 아르누보 운동을 이끌었다.

### 문학
프란츠 카프카가 오스트리아-헝가리의 프라하 출신이다.

### 과학
오스트리아의 병리학자인 란트슈타이너에 의해 ABO식 혈액형과 Rh인자가 발견되었다. 그는 1930년에 노벨상을 수상하게 된다.

## 민족

1910년 기준 오스트리아-헝가리의 민족 분포도.

| 1910년 호구조사에서 집계된 사용언어 | 1910년 호구조사에서 집계된 사용언어 | 1910년 호구조사에서 집계된 사용언어 |
| 언어                                | 인구                                | 비중                                |
| ----------------------------------- | ----------------------------------- | ----------------------------------- |
| 독일어                              | 12,006,521                          | 23.36%                              |
| 헝가리어                            | 10,056,315                          | 19.57%                              |
| 체코어                              | 6,442,133                           | 12.54%                              |
| 폴란드어                            | 4,976,804                           | 9.68%                               |
| 세르보크로아트어                    | 4,380,891                           | 8.52%                               |
| 우크라이나어                        | 3,997,831                           | 7.78%                               |
| 루마니아어                          | 3,224,147                           | 6.27%                               |
| 슬로바키아어                        | 1,967,970                           | 3.83%                               |
| 슬로베니아어                        | 1,255,620                           | 2.44%                               |
| 이탈리아어                          | 768,422                             | 1.50%                               |
| 기타                                | 2,313,569                           | 4.51%                               |
| 계                                  | 51,390,223                          | 100%                                |

| 1910년 호구조사에서 집계된 각 지역별 최대 사용언어 | 1910년 호구조사에서 집계된 각 지역별 최대 사용언어 | 1910년 호구조사에서 집계된 각 지역별 최대 사용언어    |
| 지역                                               | 제1언어                                            | 제2언어                                               |
| -------------------------------------------------- | -------------------------------------------------- | ----------------------------------------------------- |
| 뵈멘 왕국                                          | 체코어 (63.2%)                                     | 독일어 (36.8%)                                        |
| 달마티아 왕국                                      | 크로아트어 (96.2%)                                 | 이탈리아어 (2.8%)                                     |
| 갈리치아 왕국                                      | 폴란드어 (58.6%)                                   | 우크라이나어 (40.2%)                                  |
| 니더외스터라이히                                   | 독일어 (95.9%)                                     | 체코어 (3.8%)                                         |
| 오버외스터라이히                                   | 독일어 (99.7%)                                     |                                                       |
| 부코비나 공국                                      | 우크라이나어 (38.4%)                               | 루마니아어 (34.4%), 독일어 (21.2%), 폴란드어 (4.6%)   |
| 케른텐 공국                                        | 독일어 (78.6%)                                     | 슬로베니아어 (21.2%)                                  |
| 크라인 공국                                        | 슬로베니아어 (94.4%)                               | 독일어 (5.4%)                                         |
| 잘츠부르크 공국                                    | 독일어 (99.7%)                                     |                                                       |
| 슐레지엔 공국                                      | 독일어 (43.9%)                                     | 폴란드어 (31.7%), 체코어 (24.3%)                      |
| 슈타이어마르크 공국                                | 독일어 (70.5%)                                     | 슬로베니아어 (29.4%)                                  |
| 메렌 변경백국                                      | 체코어 (71.8%)                                     | 독일어 (27.6%)                                        |
| 티롤 후백국                                        | 독일어 (57.3%)                                     | 이탈리아어 (42.1%)                                    |
| 퀴스텐란트                                         | 슬로베니아어 (37.3%)                               | 이탈리아어 (34.5%), 크로아트어 (24.4%), 독일어 (2.5%) |
| 포어아를베르크                                     | 독일어 (95.4%)                                     | 이탈리아어 (4.4%)                                     |

## 종교
국교는 로마 가톨릭이었다. 하지만 개신교, 동방 정교회, 유대교, 이슬람교 등 다양하다.
| 종교        | 전체  | 오스트리아 제국 | 헝가리 왕국 | 보스니아와 헤르체고비나 |
| ----------- | ----- | --------------- | ----------- | ----------------------- |
| 로마 가톨릭 | 76.6% | 90.9%           | 61.8%       | 22.9%                   |
| 개신교      | 8.9%  | 2.1%            | 19.0%       | 0%                      |
| 동방정교회  | 8.7%  | 2.3%            | 14.3%       | 43.5%                   |
| 유대교      | 4.4%  | 4.7%            | 4.9%        | 0.6%                    |
| 이슬람교    | 1.3%  | 없음            | 없음        | 32.7%                   |

## 국기 및 국장
오스트리아-헝가리의 국기로는 합스부르크가의 기를 사용했다. 합스부르크가의 기를 국기로 사용하기 시작한 것은 18세기부터이며, 제국이 해체될 때까지 사용하였다. 해군기는 패턴이 현재의 국기와 같으나 가운데에 문장이 들어있는 기를 사용하였다. 공식적인 국기는 없었으나 통상적으로 합스부르크 왕가의 기나, 오스트리아와 헝가리의 국기가 합쳐진 국기를 사용했다.

### 국기

공식적인 국기 및 오스트리아의 기
헝가리의 기
상선기

### 황기

#### 1915년 이전

제국 전체의 국장
오스트리아의 국장
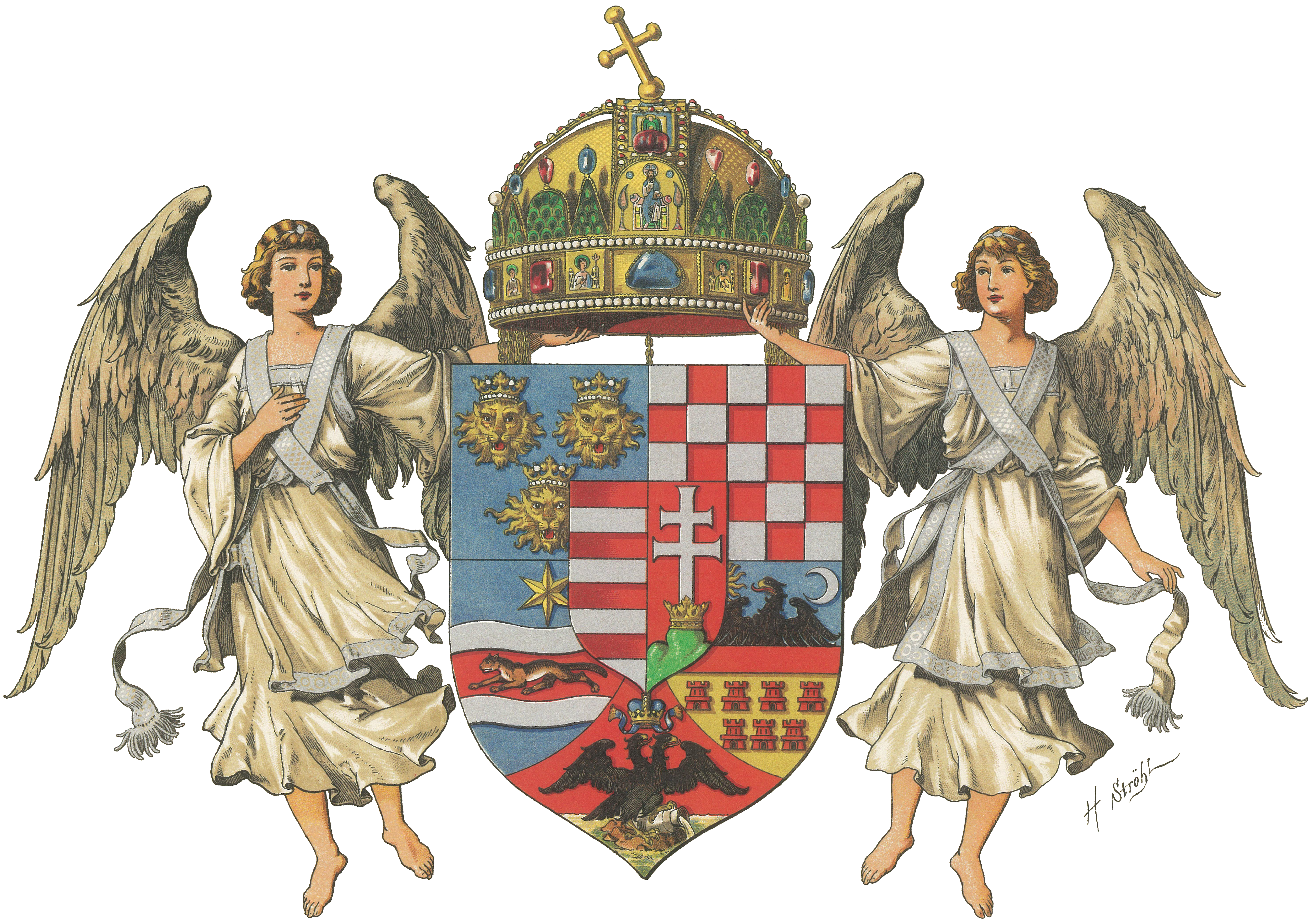
헝가리의 국장
황제의 문장
황태후의 문장

황제기
황태후기
오스트리아 대공(황태자)기

#### 1915년 이후

제국 전체의 국장(대)
제국 전체의 국장(소)
오스트리아의 국장(대)
오스트리아의 국장(소)
헝가리의 국장(대)
헝가리의 국장(소)

황제기
오스트리아 대공(황태자)기

### 군기

육군기
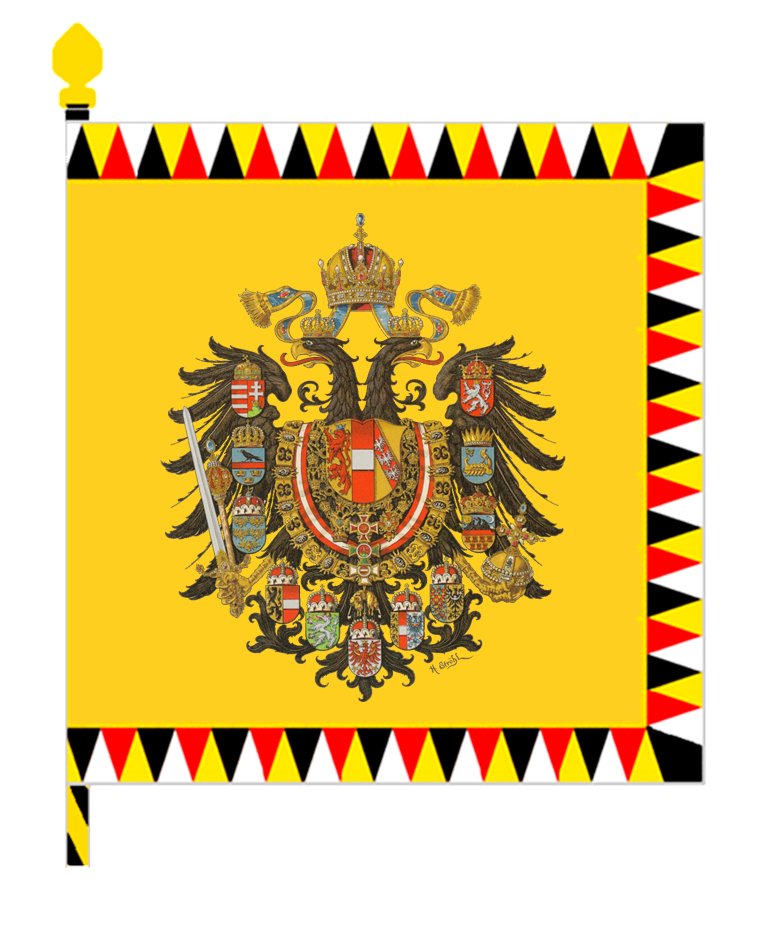
육군연대기
해군기 및 해군 항공대기

### 장군 및 제독의 기

#### 장군의 기

육군 원수기

#### 제독의 기

대제독(원수)기
제독(대장)기
부제독(중장)기
후방제독(소장)기

### 국장

#### 1915년 이전
- 제국 전체의 국장
- 오스트리아의 국장
- 헝가리의 국장
- 황제의 문장
- 황태후의 문장

#### 1915년 이후
- 제국 전체의 국장(대)
- 제국 전체의 국장(소)
- 오스트리아의 국장(대)
- 오스트리아의 국장(소)
- 헝가리의 국장(대)
- 헝가리의 국장(소)

### 육해군 휘장

육군의 휘장 (1915년 이전)
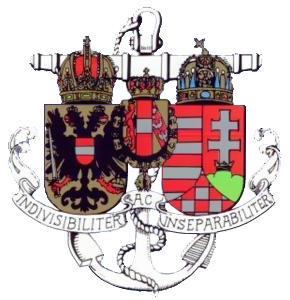
해군의 휘장 (1915년 이후)

## 대외 관계

### 대한 관계
흥선 대원군이 물러나기 전까지의 조선은 서양과의 수교를 강경하게 거부하였다. 그러나 1876년에 맺어진 강화도 조약으로 조선은 서양 열강들과 수교하게 되었다. 1892년 6월 23일에는 오스트리아와도 조오수호통상조약(朝奧修好通商條約)을 맺으면서 양국간의 정식 외교 관계가 시작되었다.
1897년 조선이 대한제국으로 바뀌면서 민영익이 주 오스트리아-헝가리 대사로 임명되었으나, 신병으로 부임하지 못하고 1900년 6월 이진범이 참사로 부임하였다.
이후 1905년 을사조약으로 대한제국의 외교권을 일본 제국에 빼앗겨 양국간의 관계가 단절되었다.

### 대 독일 관계
프로이센과는 같은 민족이지만 경쟁 관계였다. 그래서 프로이센과 전쟁을 했지만 지고 말았고, 1914년에 전쟁을 준비하던 독일 제국과 삼국 동맹을 맺으며 관계가 회복됐다.

### 대 러시아 관계
러시아 제국과의 관계는 양호하여 1848년 헝가리 혁명이 발발하자 러시아 제국에 원군을 요청하여 헝가리군을 진압했다. 하지만 오스트리아-헝가리는 1854년 크림 전쟁에서 러시아의 기대와 달리 비우호적이었으며, 항구를 찾아 발칸 반도로 남하하려는 오스트리아-헝가리와 범슬라브주의를 기치로 든 러시아 제국은 점차 대립하게 된다.

### 대 루마니아 관계
루마니아는 제1차 세계 대전 중에 연합국에 가담하여 한때 전 국토가 동맹국에 유린당하기도 하였다. 하지만 연합국이 승리하여 오스트리아로부터 트란실바니아를 얻어냈다.

## 같이 보기
- 오스트리아 제국
- 합스부르크가
- 합스부르크로트링겐가